# Викторијанска бурлеска
Викторијанска бурлеска, понекад позната као травестија или екстраваганца, жанр је позоришне забаве који је био популаран у викторијанској Енглеској и у њујоршком позоришту средином 19. века. То је облик пародије у којој се позната опера или комад класичног позоришта или балета адаптира у широку комичну представу, обично музичку представу, обично ризичних стилова, која се руга позоришним и музичким конвенцијама и стиловима оригиналног дела, и често цитира или имитира текст или музику из оригиналног дела. Викторијанска бурлеска је један од неколико облика бурлеске.
Као и баладна опера, бурлеске су имале музичке партитуре које су се ослањале на широк спектар музике, од популарних савремених песама до оперских арија, иако су касније бурлеске, из 1880-их, понекад имале оригиналне партитуре. Плес је играо важну улогу, а велика пажња је посвећена сценском извођењу, костимима и другим спектакуларним елементима сценског заната јер су многи комади постављени као екстраваганције . Многе мушке улоге играле су глумице да би показале женске ноге у хулахопкама, а неке од старијих женских улога преузели су мушки глумци.
Првобитно кратке, са једним чином, бурлеске су касније биле целовечерње представе, које су заузимале већину или цео вечерњи програм. Аутори који су писали бурлеске су Џеј Ар Планше, Х.Ј. Бајрон, Г.Р. Симс, ФК Бернанд, В.С. Гилберт и Фред Лесли.

## Историја
Бурлескно позориште постало је популарно почетком викторијанског доба . Реч "бурлеска" је изведена из италијанског бурла, што значи "подсмех или ругање".   Према Гровoвом речнику музике и музичара, викторијанска бурлеска је била „повезана и делимично изведена из пантомиме и може се сматрати продужетком уводног одељка пантомиме са додатком гегова и 'обрта'. Још једна претeча је била баладна опера у којој су нове речи биле уклопљене у већ постојеће мелодије”. 
Мадаме Вестрис је производила бурлеске у Олимпијском позоришту почевши од 1831. године са Олимпиц Ревелс ЈР Плахшеа. У овим комадима, комедија је проистекла из несклада и апсурда великих класичних субјеката, са реалистичним историјским одевањем и поставкама, супротстављеним свакодневним модерним активностима које приказују глумци. На пример, Олимпик Ревелс се отвара са боговима Олимпа у класичној грчкој хаљини који играју вист. У раним бурлескама, речи песама су писане уз популарну музику, као што је раније урађено у Просјачкој опери. Касније у викторијанском добу, бурлеска је мешала оперету, варијете и ревију, и неки од бурлескних спектакала великих размера били су познати као екстраваганце .  Енглески стил бурлеске успешно је лансирао у Њујорку 1840-их менаџер и комичар Вилијам Мичел који је отворио своје Олимпијско позориште у децембру 1839. Попут лондонских прототипова, његове бурлеске су укључивале ликове са бесмисленим именима као што су Некададавно и Краљ Небитности, и исмевали су све врсте музике која се тада представљала у граду.
За разлику од пантомиме, која је била усмерена на све узрасте и класе, бурлеска је била усмерена на ужу, високо писмену публику; неки писци, као што су браћа Бро,  циљали су на конзервативну публику средње класе, а успех Х.Ј. Бајрона приписује се његовој вештини обраћања нижим средњим класама. Неке од најчешћих тема за бурлеску биле су драме Шекспира и велика опера. Од 1850-их па надаље, бурлесквирање италијанске, француске и, касније у том веку, немачке опере било је популарно код лондонске публике. Вердијев Ил троваторе и Травијата имали су британске премијере 1855. односно 1856. године; Британске бурлеске су брзо уследиле. Госпа од Камелеона Лејчестера Силка Бакингема и Наша Травијата Вилијама Ф. Вандервела (обе из 1857) праћене су са пет различитих бурлескних третмана Ил троваторе, од којих два Х.Ј. Бирона: Лоше третирани Троваторе, или Мајка Дева и Музичар (1863) и Троваторе или Ларкс са либретом (1880). Бурлескиране су опере Белинија, Бизеа, Доницетија, Гуноа, Хедела, Мајербира, Моцарта, Росинија, Вагнера и Вебера. У студији о овој теми из 2003. Роберта Монтемора Марвин приметила је: „До 1880-их, скоро свака заиста популарна опера постала је предмет бурлеске. Углавном се појављују након премијере опере или након успешног оживљавања, обично су уживали локалне продукције, често месец дана или дуже. Чини се да популарност сценске бурлеске уопште и оперске бурлеске посебно потиче од многих начина на које је забављала разнолику групу и начина на који се хранила и хранила циркуском или карневалском атмосфером јавног викторијанског Лондона.”
В.С. Гилберт је написао пет оперских бурлески на почетку своје каријере, почевши од Дулкамара, или Мала патка и велики шарлатан (1866), од којих је најуспешнији био Роберт Ђаво (1868). Током 1870-их, бурлеска трупа Лидије Томпсон, са Вилијем Едуеном, постала је позната по својим бурлескама, аутора попут Х.Б. Фарнија и Роберта Риса, како у Британији, тако и у САД-у.
Шекспиров учењак Стенли Велс примећује да иако су се пародије на Шекспира појављивале чак и за Шекспировог живота, врхунац Шекспирове бурлеске било је викторијанско доба. Велс примећује да типична викторијанска Шекспирова бурлеска „узима Шекспирову драму као своју полазну тачку и ствара од ње углавном комичну забаву, често на начине који немају везе са оригиналном драмом”. Велс наводи, као пример каламбура у текстовима, следеће: Макбет и Банко први улазе под кишобраном. Вештице их поздрављају са "Живео! Живео! Живео!" : Магбет пита Банкоа, "Шта значе ови поздрави, племенити тане?" и каже „Ови пљускови 'Града' предвиђају вашу 'владавину'.” У музичком смислу, шекспировске бурлеске су биле разноврсне као и остале у жанру. Бурлеска Ромеа и Јулије из 1859. садржала је 23 музичке нумере, неке из опере, као што је серенада из Дон Паскала, а неке из традиционалних музичких нумера и популарних песама тог дана, укључујући „ Бафало Галс “ и „Одбаци моју луткицу“.
Дијалози за бурлеске углавном су писани у римованим двостиховима, или, ређе, у другим облицима стиха, као што су празан стих; био је познат по лошим играма речи.  На пример, у Фаусту до датума (1888), један двостих гласи:
Мефистофел: „Дуж Ривијере момци певају њене хвале.“
Валерли: „Ох, јеси ли ти Ривиjера тако нешто?”
Према Груву, иако је „готово неизоставан елемент бурлеске представљање атрактивних жена у хулахопкама, често у травестијским улогама... саме представе обично нису тежиле непристојности“.  Неки савремени критичари заузели су оштрији став; у чланку из 1885. године, критичар Томас Хејворд је хвалио Планшеа („фантастичан и елегантан“) и Жилберта („духовит, никад вулгаран“), али је писао о жанру у целини, „дречавој, 'дугоногој' бурлески, са својим 'шатровачким' песмама, безобразним 'кваровима', вулгарним шалама, бедним играма речи и бесмисленим гримасама, све што је грациозно и поетично је једноставно одвратно. ... Бурлеска, безосећајна, бездушна и недискриминаторна, деморалише и публику и играче. То понижава укус јавности.“ Гилберт је изразио своје ставове о вредности бурлеске:„Питање да ли бурлеска има право да се рангира као уметност је, мислим, питање нивоа. Лоша бурлеска је удаљена од праве уметности колико и лоша слика. Али бурлеска у свом вишем развоју захтева високу интелектуалну моћ од стране њених професора. Аристофан, Рабле, Гео Крукшенк, аутори Одбачених адреса, Џон Лич, Планше, били су сви у својим редовима професори праве бурлеске.”
Године 1859. у својој бурлески Лонгфелоу Хи-А-Ва-Та, амерички писац Чарлс Валкот у епилогу је сачинио бурлескни лик, кога је госпођа Џон Вуд представила публици као Минехаха:
Ви који волите екстраваганцију,
Волите да се смејете свим смешним стварима,
Волите смели анахронизам.
И рад лепка и маказа,
И уништење "јединства",
Црнчуга се понаша, стари се весели и хвата,
прошаран драгуљима Оп'ре,
Шале и игре речи, добре, лоше и онако, -
Дођите и видите ово сакаћење,
Овог срамног Хајавата, Монгрела, псовку Хајавата!
На сличан начин, десет година касније, Гилберт је изнео енглески став о бурлески, у свом епилогу Лепе Друидесе :
За бурлеску се молим. Опростите наше риме;
Опростите на шалама које сте чули пет хиљада пута;
Опростите сваки квар, врата у подруму и зачепљење,
Наше неквалитетне песме – наш жаргонски дијалог;
И, изнад свега – ох, ви са пушкама –
Опростите на оскудности наше одеће!

## Преокрет полова и женска сексуалност
Глумице у бурлески често би играле 'улоге у панталонама', мушке улоге које су играле жене; a исто тако, мушкарци су временом почели да играју старије женске улоге. Ови преокрети су омогућили гледаоцима да се дистанцирају од морала представе, фокусирајући се више на радост и забаву него на катарзу, што је дефинитивни помак од неокласичних идеја.
Приказ женске сексуалности у викторијанској бурлески био је пример везе између жена као извођача и жена као сексуалних објеката у викторијанској култури. Кроз историју позоришта доводило се у питање учешће жена на сцени. Викторијанска култура, према Бушеку из 2012, посматрала је плаћене женске перформансе као блиско повезане са проституцијом, „професијом у коју се већина жена у позоришту бави, ако не и као примарни извор прихода“.

## Позориште весеља
Бурлеска је постала специјалност лондонског  Краљевског Странд позоришта  и Позоришта весеља од 1860-их до раних 1890-их. Током 1860-их и 1870-их, бурлеске су често имале један чин и трајале су мање од сат времена, а користиле су пастише и пародије на популарне песме, оперске арије и другу музику коју би публика лако препознала. Нели Фарен је глумила „главног дечака“ Театра Гејти од 1868, а Џон Д'Обан је тамо смишљао кореографије за бурлеске од 1868. до 1891. Едвард О'Конор Тери придружио се позоришту 1876. Ране веселе бурлеске, укључујући Роберта Ђавола (1868, Жилберт), Боемски Г-јурл и неприступачан пол (1877), Плава брада (1882), Ариел (1883, по ФЦ Бурнанд) и Галатеа, или Обрнути пигмалион (1883).
Почевши од 1880-их, када се комичар-писац Фред Лесли придружио Весељу, композитори попут Мејера Луца и Осмонда Кара давали су оригиналну музику бурлескама, које су проширене на формат пуне дужине од два или три чина. Ове веселе бурлеске касније су глумили Фарена и Лесли. Често су укључивали Леслијеве либрете, писане под његовим псеудонимом, „АЦ Торр“, и обично им је Луц давао оригиналнуе партитуре: Мали Џек Шепард (1885), Монте Кристо млађи (1886), Лепа Есмералда (1887), Франкенштајн, или Вампирова жртва (1887), Мазепа и Фауст до данас (1888). Руј Бла анд тхе Блазе Руе (1889) исмејао је драму Руј Бла Виктора Игоа. Наслов је био каламбур, а што је био гори каламбур, то се викторијанска публика више забављала. Последње веселе биле су Кармен до данас (1890), Синдер Еллен будна до касно (1891) и Дон Хуан (1892, са текстовима Адријана Роса).
Почетком 1890-их, Фарен се пензионисао, Лесли је умро, а музичка бурлеска је изашла из моде у Лондону, пошто се фокус позоришта весеља и других бурлескних позоришта померио на нови жанр едвардијанске музичке комедије. Године 1896. Симор Хикс је изјавио да је бурлеска „потпуно мртва и да никада неће оживети“. Од свог пензионисања, Нелие Фарен је подржала ову пресуду.